# Semikiesowia
Semikiesowia is een geslacht van uitgestorven kreeftachtigen uit de klasse van de Ostracoda (mosselkreeftjes).

## Soort
- Semikiesowia tribulbosa Schallreuter, 1987 †